# Kosmatec třpytivý

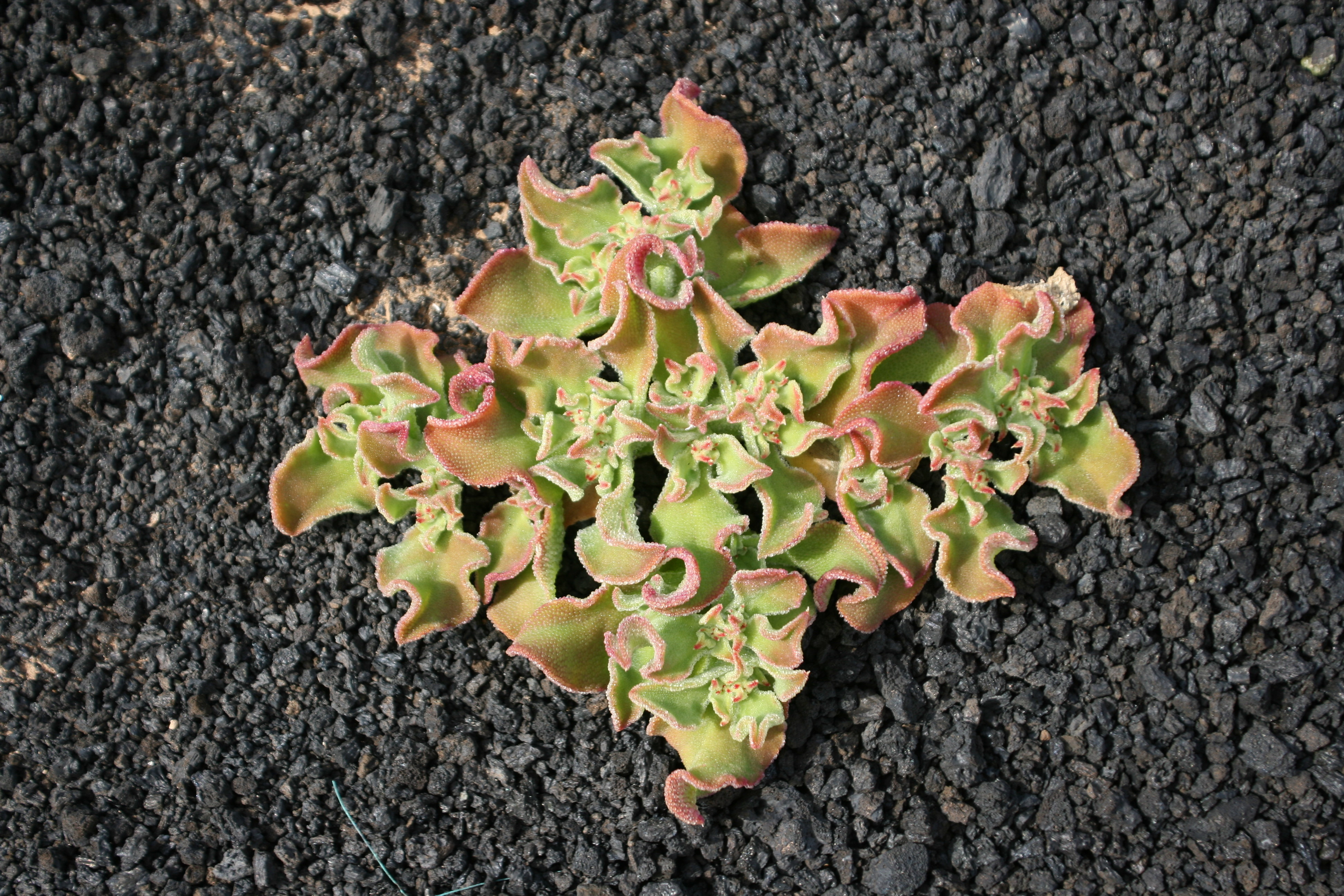
Rostlina před květem

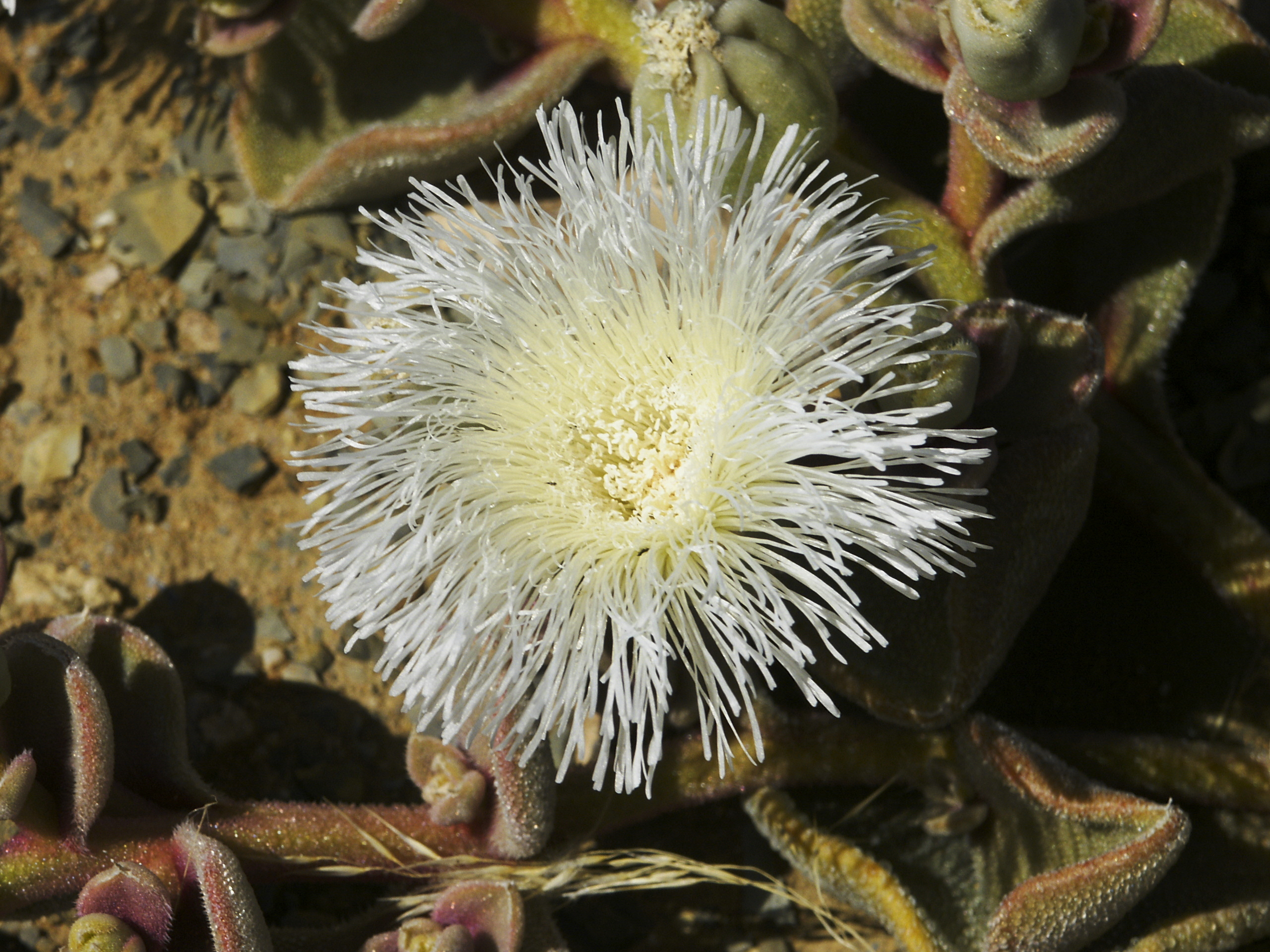
Květ

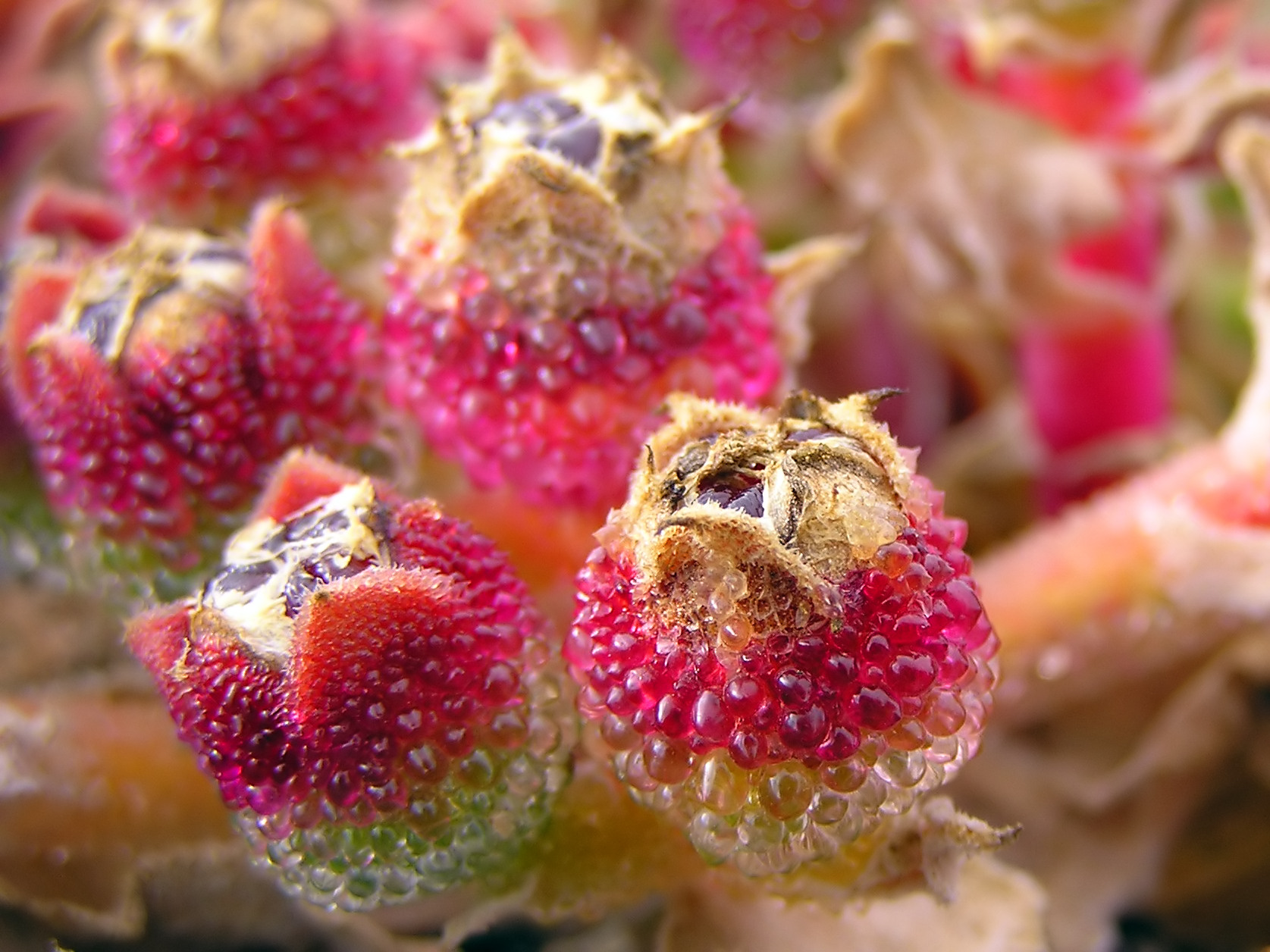
Květ s měchýřky s vodou

Kosmatec třpytivý (Mesembryanthemum crystallinum) je dužnatá, teplomilná, slanomilná, většinou jednoletá a jakoby zmuchlaná bylina, která bývá vysoká okolo 20 cm a rozrostlá do šíře 50 a více cm. Pro květy, dlouhou dobu kvetení a nenáročnost na podmínky se někde pěstuje jako okrasná letnička, jinde vyrůstá samovolně a je považována za invazní druh.
Jméno rodu Mesembryanthemum pochází z řeckého slova „mesembria“ pro poledne a „anthemum“ pro květinu, pojmenování vzešlo z chybného přesvědčení, že rostliny tohoto rodu kvetou jen v poledne. Druhové jméno crystallinum odkazuje na krystalům podobné bublinky na listech, stoncích i květech, což jsou prosvítající speciální podkožní buňky, zásobníky s vodou pro období sucha.

## Rozšíření
Původní areál kosmatce třpytivého se rozprostírá na dvou od sebe oddělených územích. První se rozkládá po evropském mediteránu a dále skrz nevelké území Makaronésie přes téměř celou severní arabskou Afriku až na Arabský poloostrov. Druhá oblast výskytu je poměrně menší, je od prvé oddělena subsaharskou a tropickou Afrikou. Zabírá jih afrického kontinentu, území Namibie a Kapska v Jihoafrické republice. Rostlina bývá rozšířena jak v suchých písčitých oblastech, tak i v pásech podél mořského pobřeží, obvykle žije na místech s klimatem podobným teplému středomořskému.
Druhotně byl druh rozšířen do mnoha subtropických míst, nejčastěji na území blízká mořskému pobřeží. Vyskytuje se ve Spojených státech amerických, v Mexiku, Ekvádoru, Venezuele, Peru, Chile, Argentině, Pákistánu i v Austrálii. Někde se dostal záměrně jako okrasná rostlina, jinde byla jeho semena nechtě zavlečena s pískem sloužícím jako nutný lodní balast. V místech značně vzdálených od mořského pobřeží, například ve vnitrozemí Austrálie, roste na narušených místech, jako jsou okraje cest, skládky odpadků, okolí zemědělských usedlostí i vysychajících slaných jezer. Vyskytuje se na odvodněných písčitých půdách stejně často, jako na hlinitých či jílovitých.

## Ekologie
Halofilní bylina s velkou tolerancí vůči zasolené půdě i brakické vodě, která někdy roste v občasném dosahu mořského příboje. Vyskytuje se na útesech nebo písčitých plážích v blízkosti mořské hladiny a jímá slanost jak z půdy, tak i z vlhkých mořských větrů. Preferuje sice propustnou půdu v písčinách, ale roste i ve slaných bažinách, podobně jako v běžné nutričně chudé půdě, která může být krátkodobě vlhká a dlouhodobě suchá. Potřebuje však plně osluněné stanoviště, které je od mírně kyselého po mírně zásadité, často roste i na stanovištích dotčených člověkem, nevadí ani místa s vysokým obsahem měďnaté soli. Rostliny testované na odolnost vůči kyselině chlorovodíkové a kyselině sírové měly následně v listech násobné množství proteinogenní aminokyseliny prolinu.
Bylina při své růstové fázi koncentruje ve svém těle hodně soli, která se po zániku rostliny vyluhováním uvolní do okolní půdy. Po několika létech je na stanovišti natolik nevhodné osmotické prostředí, že v něm běžné rostliny nejsou schopné růst a nemohou semenáčům nových kosmatců bránit v růstu. Tímto se kosmatec třpytivý chová jako invazní druh, který ve své blízkosti likviduje většinu původní flory. Mimo snášenlivosti vysoké salinity je rostlina odolná i proti déletrvajícímu suchu, nejlépe přežívá na místech s krátkými chladnými a vlhkými zimami a dlouhými suchými léty. Přestože je teplomilná, snáší krátkodobý zimní pokles teploty až k +10 °C a přežívá i na místech s celoročními srážkami jen okolo 100 mm, pokles teploty pod bod mrazu však rostlinu zahubí. Kvete od konce března do července.
Rostlina je pokryta zvětšenými, lesklými, puchýřkovitě působícími epidermálními buňkami, jejichž hlavní funkce spočívá v akumulaci vody pro období sucha. Tyto buňky mají průsvitný povrch a vypadají jako třpytivé bublinky či krystaly, lodyhy i listy rostliny jsou na omak studené. Většina rostlin následkem suchého léta shazuje listy a usychá, ve vlhkém prostředí však může pokračovat v růstu i další sezónu. Obvykle roste ve společnosti s kosmatcem uzlinokvětým (Mesembryanthemum nodiflorum), který je velmi podobný, akorát je menšího vzrůstu. Vyskytuje se na stanovištích současně s vzhledově i funkčně podobnými bylinami, jako jsou apténie srdčitolistá (Mesembryanthemum cordifolium), kosmatcovník velkokvětý (Carpobrotus acinaciformis) či kosmatcovník jedlý (Carpobrotus edulis).
Kosmatec třpytivý má vývojově naprogramovaný přechod z fotosyntézy C3 na metabolismus CAM, který je urychlován nástupem sucha. Tím rostlina zmenšuje potřebu vody a zajišťuje si četnou produkci semen i v nepřítomnosti deště. Rostlina postupně odumírá od kořene a dosud získané živiny přenáší směrem vzhůru k plodům dozrávajícím i v době, kdy je již u kořene suchá. Počet chromozomů 2n = 18.

## Popis
Jednoletá, slanomilná, sukulentní, lysá, extrémně odolná rostlina s vláknitými kořeny, jenž bývá vysoká do 20 cm. Lodyhy jsou od báze dichotomicky větvené, bývají dlouhé 20 až 50 cm, jsou poléhavé, ale nezakořeňují. Rostlina nemá centrální vzpřímený stonek a je hustě pokrytá vychlipenými papilami.
Listy, základní i lodyžní, jsou dužnaté, lesklé, vyrůstají hustě vstřícně nebo střídavě, řidčeji také ve shlucích a bývají přisedlé či krátce řapíkaté. Mají ploché čepele vejčitého až lopatkovitého tvaru, dlouhé 3 až 12 cm a široké 1 až 9 cm, jež jsou po obvodě silně zvlněné. Mají málo zřetelnou zpeřenou žilnatinu, v mládí bývají sytě zelené a později jsou od kraje červeně až fialově naběhlé. Palisty u těchto rostlin nejsou vyvinuté.
Květy o průměru 1,5 až 2 cm jsou bílé a vyrůstají jednotlivě nebo v úžlabních či koncových vrcholičnatých květenstvích na půlcentimetrových stopkách, jejich listeny jsou podobné listům. Oboupohlavné květy mají pět nestejně velkých, vejčitých kališních lístků, z nich dva vnitřní jsou širší a tupější než tři vnější. Bílých, čárkovitých korunních lístků, které jsou asi dvojnásobně delší než kališní, bývá dvacet až čtyřicet. Tyčinek s prašníky je kolem třiceti, semeník je spodní, pestík vznikl z pěti plodolistů a blizen bývá pět. Květy se rozevírají ráno a uzavírají večer, kulatá češule i korunní lístky se stárnutím rostliny dostávají červenavý pel. Blizny jsou opylovány hmyzem, který nachází nektar produkovaný vespod květů v pěti žlázkách.
Plod je hrubě papilární, slabě pětihranná, polokulovitá tobolka otevírající se po dozrání víčky. Obsahuje početná semena (i kolem sta), která mají tvar velkého písmene ”D”, jsou asi 0,8 mm velká, tmavě hnědá a mají drsný bradavičnatý povrch.

## Rozmnožování
Kosmatec třpytivý se v přírodě rozšiřuje výhradně pohlavně, semeny. Tato klíčí nestejně brzy, zatímco některá vyklíčí ihned po nasátí vlhkosti, jiným to trvá i čtyři týdny než se klíčení nastartuje, mladé semenáčky se v teplém a vlhkém prostředí začnou ukazovat nejdříve po dvou až třech týdnech. Semena se při umělém pěstování vysévají časně z jara do skleníku, po vzklíčení se přepichují jednotlivě do květináčů a po ukončení hrozby jarních mrazíků vysazují na slunné stanoviště, kde se jen velmi mírně zalévají. Mladé rostliny ještě potřebují určité množství vláhy, starší však mají potřebu vody značně nižší. V přírodě napomáhají rozptylu semen, mimo větru a vody i někteří živočichové, např. králíci, myši a krysy, kteří jedí tobolky a semena cestou roznášejí. Listy i semena jsou poživatelné také lidmi.

## Význam
V některých zemích se rostlina pěstuje jako syrová či vařená salátová zelenina, čerstvé listy se používají coby příloha k masitým jídlům nebo slouží jako náhrada špenátu. Jsou šťavnaté, mají nakyslou a mírně slanou chuť, také se nakládají do nálevu jako u nás okurky. Využívají se i k ozdobě chlebíčků, na obložené mísy, pečená masa a podobně. Rozdrcené listy sloužívají jako náhražka mýdla, v minulosti se z nich získávala soda.
Občas se pěstuje i v jihoevropských zahradách jako okrasná letnička nebo pokryv neosazené půdy, kde brání růstu nechtěným bylinám. Rostliny většinou býložravci nežerou.